# Sant Llorenç de Vilardell
Sant Llorenç de Vilardell és una església al municipi de Sant Celoni (Vallès Oriental) situada a la dreta de la Tordera, al peu del massís del Montnegre. Sant Llorenç de Vilardell surt ja esmentada des del 1041 i des de 1440 estigué unida a la parròquia d'Olzinelles. Al segle xvi, les dues esglésies estaven en molt mal estat, de tal manera que el rector només podia viure a la rectoria d'Olzinelles. Se sap que en el 1637 continuava unida a Olzinelles, que era la parròquia principal, i Vilardell la sufragània. A causa del seu mal estat hi ha hagut reformes, així que es troben elements dels segles XII i XIII i altres dels segles XV i XVI.
Edifici religiós, de paredat. La cornisa de la dreta, a la part de migjorn, al costat del cementiri, probablement formava part de la primitiva portada romànica (segle XII-XIII). La portada és senzilla, quadrada, sense decoració. Al damunt, hi ha una fornícula amb una petita imatge, moderna de Sant Llorenç. El pòrtic és senzill, amb teulada de dues vessants, que es recolza sobre tres matxons. Té un campanar d'espadanya amb dos buits per a les campanes. La part de baix és probablement romànica. L'interior té tres trams i el presbiteri, amb volta de mig canó un xic apuntada. Entre el segon i tercer tram hi ha un gran arc de mig punt. Té una pila baptismal senzilla, vuitavada del segle xvi.
Al segle XVII ja es té constància que la capella té uns Goigs dedicats a sant Llorenç.